# Joachim Kirst
Joachim Kirst (Neunhofen, 21 maggio 1947) è un ex multiplista tedesco, due volte campione europeo del decathlon.

## Carriera
Ai Giochi olimpici fu 5º a Città del Messico 1968 e si ritirò a Monaco di Baviera 1972.

## Palmarès
| Anno | Manifestazione     | Sede     | Evento    | Risultato | Punteggio |
| ---- | ------------------ | -------- | --------- | --------- | --------- |
| 1969 | Campionati europei | Atene    | Decathlon | Oro       | 8041      |
| 1971 | Campionati europei | Helsinki | Decathlon | Oro       | 8126      |